# Organización Editorial Mexicana
La Organización Editorial Mexicana, conocida como OEM, es la compañía de medios impresos más grande de México y una de las editoras de periódicos más grande de Latinoamérica. La compañía es dueña de una agencia de noticias, 43 periódicos, 24 estaciones de radio, una estación de televisión abierta y 43 sitios de internet.
José García Valseca fundó la Cadena Periodística García Valseca (CPGV) en 1941 (Hace 84 años). Tras problemas financieros, Mario Vázquez Raña la adquiere y funda lo que ahora se conoce como Organización Editorial Mexicana.
La circulación impresa diaria del periódico sensacionalista La Prensa, uno de los diarios de OEM, tiene alrededor de 450,000 lectores. Es considerado el medio impreso más leído en la Ciudad de México. De acuerdo a Alexa.com, la versión en línea del portal informativo que conforman los diarios de la OEM, conocido como OEM en Línea es uno de los portales de noticias más visitados del país solo después de las versiones electrónicas de El Universal, Milenio Diario y Grupo Reforma. 
Los diarios de la OEM tienen una circulación diaria de 2 millones 100 mil ejemplares, con un universo de lectores diarios aproximados de 11 millones. Cuenta con un sistema satelital propio.

## Diarios que forman parte de OEM
Estos son los periódicos que integran a Organización Editorial Mexicana, los cuales están en circulación regional, estatal y nacional.

### Ciudad de México y Zona Metropolitana
- El Sol de México[2]
- La Prensa[2]
- Esto[2]

### Zona Centro
- El Occidental,[2] Guadalajara, Jalisco
- El Sol de San Luis,[2] San Luis Potosí, San Luis Potosí
- El Sol de Toluca,[2] Toluca, México
- El Sol del Centro,[2] Aguascalientes, Aguascalientes.
- El Sol de Morelia,[2] Morelia, Michoacán
- El Sol de Zamora,[2] Zamora, Michoacán

### Zona del Bajío
- Diario de Querétaro,[2] Santiago de Querétaro, Querétaro
- El Sol de Irapuato,[2] Irapuato, Guanajuato
- El Sol de Salamanca,[2] Salamanca, Guanajuato
- El Sol de San Juan del Río,[2] San Juan del Río, Querétaro
- El Sol del Bajio,[2] Celaya, Guanajuato
- El Sol de León, León, Guanajuato

### Zona del Golfo
- Diario de Xalapa,[2] Xalapa, Veracruz
- El Sol de Córdoba,[2] Córdoba, Veracruz
- El Sol de Orizaba,[2] Orizaba, Veracruz
- El Sol de Tampico,[2] Tampico, Tamaulipas

### Zona Norte
- El Heraldo de Chihuahua,[2] Chihuahua, Chihuahua
- El Heraldo de Juárez,[2] Ciudad Juárez, Chihuahua
- El Sol de Durango,[2] Durango, Durango
- El Sol de Hermosillo,[2] Hermosillo, Sonora
- El Sol de Parral,[2] Hidalgo del Parral, Chihuahua
- El Sol de Zacatecas,[2] Zacatecas, Zacatecas
- Noticias de El Sol de La Laguna,[2] Torreón, Coahuila
- Noticias Vespertinas,[2] León, Guanajuato (Diario Vespertino)
- Tribuna de San Luis,[2] San Luis Río Colorado, Sonora

### Zona Oriente
- El Sol de Cuautla,[2] Cuautla, Morelos
- El Sol de Cuernavaca,[2] Cuernavaca, Morelos
- El Sol de Hidalgo,[2] Pachuca, Hidalgo
- El Sol de Puebla,[2] Puebla, Puebla
- El Sol de Tlaxcala,[2] Tlaxcala, Tlaxcala
- El Sol de Tulancingo,[2] Tulancingo, Hidalgo

### Zona del Pacífico
- El Sol de Acapulco,[2] Acapulco, Guerrero
- El Sol de Mazatlán,[2] Mazatlán, Sinaloa
- El Sol de Sinaloa,[2] Culiacán, Sinaloa
- El Sol de Tijuana,[2] Tijuana, Baja California
- La Voz de la Frontera,[2] Mexicali, Baja California
- El Sudcaliforniano,[2] La Paz, Baja California Sur

### Zona sur
- Diario del Sur,[2] Tapachula, Chiapas
- El Heraldo de Chiapas,[2] Tuxtla Gutiérrez, Chiapas
- El Heraldo de Tabasco,[2] Villahermosa, Tabasco

## Negocios desaparecidos

### Diarios desaparecidos
Estos son los periódicos que han desaparecido con el paso del tiempo o que ya no se publican:
- El Centinela, Mexicali, Baja California (Diario Vespertino)
- La Prensa de las Californias, Tijuana, Baja California
- ESTO de las Californias, Tijuana, Baja California
- El Sol de Chiapas, Tuxtla Gutiérrez, Chiapas
- ESTO de Chiapas, Tuxtla Gutiérrez, Chiapas
- El Heraldo de la Tarde, Chihuahua, Chihuahua (Diario Vespertino)
- El Fronterizo, Ciudad Juárez, Chihuahua
- El Mexicano, Ciudad Juárez, Chihuahua
- El Sol de México/Mediodía, Ciudad de México (Diario Vespertino)
- Diario Deportivo Marcador, Ciudad de México
- Trato Directo, Ciudad de México
- El Sol del Norte, Saltillo, Coahuila
- El Sol de Saltillo, Saltillo, Coahuila (Diario Vespertino)
- ESTO del Norte , Torreón , Coahuila
- Diario de Durango, Durango, Durango (Diario Vespertino)
- El Sol del Noreste, Doctor Mora, Guanajuato
- El Sol de León (primera época) - León, Guanajuato
- Esto del Bajio, León, Guanajuato
- La Prensa del Bajio, León, Guanajuato
- El Sol de Mediodía, Pachuca, Hidalgo (Diario Vespertino)
- El Sol de Guadalajara, Guadalajara, Jalisco (Diario Vespertino)
- ESTO Jalisco, Guadalajara, Jalisco
- La Prensa Jalisco, Guadalajara, Jalisco
- El Sol Mexiquense, Toluca, México. (Diario Vespertino para Todo el Estado de México)
- EXTRA de El Sol, Toluca, México. (Diario Vespertino)
- El Heraldo de Nayarit, Tepic, Nayarit
- Tribuna de Monterrey, Monterrey, Nuevo León (Diario Matutino)
- La Tarde de Tribuna, Monterrey, Nuevo León (Diario Vespertino)
- La Voz de Puebla, Puebla, Puebla (Diario Vespertino)
- ESTO de Puebla, Puebla, Puebla
- El Sol de Tehuacán, Tehuacán, Puebla
- El Sol de Querétaro, Querétaro, Querétaro (Diario Vespertino)
- ESTO del Centro, San Luis Potosí, San Luis Potosí
- La Prensa del Centro, San Luis Potosí, San Luis Potosí
- El Sol de Culiacan, Culiacán, Sinaloa (Diario Vespertino)
- El Sol de Los Mochis, Los Mochis, Sinaloa
- La Prensa de Sinaloa, Mazatlán, Sinaloa
- El Sol del Pacífico, Mazatlán, Sinaloa (se cambió a El Sol de Mazatlán)
- ESTO de Sinaloa, Mazatlán, Sinaloa
- Cambio, Hermosillo, Sonora
- El Sol de Ixtel-Tamaulipas, Ciudad Victoria, Tamaulipas
- El Sol de la Tarde, Tampico, Tamaulipas (Diario Vespertino)
- El Sol del Centro, Córdoba, Veracruz (se cambió a El Sol de Córdoba)
- El Sol Veracruzano, Veracruz, Veracruz
- ESTO de Veracruz, Xalapa, Veracruz

### ABC Radio
En 2021 se confirma que NTR Zacatecas compra la cadena de radio de Organización Editorial Mexicana que se llamaba "ABC Radio". Consistía de 21 emisoras en 16 ciudades de México. En esos tiempos NTR contaba con 2 emisoras de AM que adquirieron en Guadalajara tras la venta por parte de Radiopolis en 2019 (que en ese tiempo era Televisa Radio), las cuales son XEBA-AM y XEHL-AM. Tras la compra desaparecía el concepto de "ABC Radio" adaptando el concepto de "Radio Cañón" manteniendo la programación, aparte seguía la coalición con MVS Radio para ciudades como Comitan de Domínguez y Tapachula, en Chiapas, Taxco en Guerrero y Villahermosa en Tabasco, en lo cual seguían como "Exa FM" de MVS Radio, hasta que en 2023, NTR decidió hacer coaliciones con Radiopolis remplazando sus conceptos uniéndose a cadenas como "W Radio", "Los 40", "La Ke Buena", "Vox FM Radio Hits", "La Q" y "W Deportes".
Estás fueron las emisoras de ABC Radio de Organización Editorial Mexicana:
- XEABC-AM 760 kHz - Ciudad de México
- XHEZUM-FM 105.1 MHz - Chilpancingo, Guerrero
- XHEVC-FM 104.5 MHz - Córdoba, Veracruz
- XHKG-FM 107.5 MHz - Córdoba, Veracruz
- XHFRT-FM 92.5 MHz - Comitán, Chiapas
- XHCTS-FM 95.7 MHz - Comitán, Chiapas
- XEAV-AM 580 kHz - Guadalajara, Jalisco
- XHABCJ-FM 95.9 MHz - Guadalajara, Jalisco
- XHIGA-FM 93.9 MHz - Iguala, Guerrero
- XHVOX-FM 98.7 MHz - Mazatlán, Sinaloa
- XHENX-FM 104.3 MHz - Mazatlán, Sinaloa
- XEMMM-AM 940 kHz - Mexicali, Baja California
- XHABCA-FM 101.3 MHz / XEABCA-AM 820 kHz - Mexicali, Baja California
- XHEG-FM 92.1 MHz / XEEG-AM 1280 kHz - Puebla, Puebla
- XHQG-FM 107.9 MHz - Querétaro, Querétaro
- XHCZ-FM 104.9 MHz - San Luis Potosí, San Luis Potosí (hay excepción en esa emisora debido a que fue adquirida por Multimedios Radio, pasando a ser "La Lupe" en 2020)
- XHTOT-FM 89.3 MHz - Tampico, Tamaulipas
- XETAC-AM 1000 kHz / XHTAC-FM 91.5 MHz - Tapachula, Chiapas
- XHTXO-FM 92.9 MHz - Taxco, Guerrero
- XHXC-FM 96.1 MHz - Taxco, Guerrero
- XHTGO-FM 90.1 MHz / XETGO-AM 1100 kHz - Tlaltenango, Zacatecas
- XHKV-FM 88.5 MHz / XEKV-AM 740 kHz - Villahermosa, Tabasco
- XHJH-FM 92.9 MHz - Xalapa, Veracruz

## Compañías propiedad de OEM
- Cartones Ponderosa
- Gráficas La Prensa
- Comercial Fletera México
- Espectaculares Televisivos de Alta Definición
- Ecofibras Ponderosa
- Productora Nacional de Papel
- Compañía Transportadora Nacional
- Estudios Tepeyac
- Informex